# Tram van Rostock
De tram van Rostock is, samen met de tram in Schwerin, nog het enige bestaande tramnet in de Duitse deelstaat Mecklenburg-Voor-Pommeren. Het net is heden ten dage 35,6 kilometer lang en telt 140 haltes. De eerste tram reed in 1881 in de binnenstad die later ook het centrum van het net zou worden. Tot 2006 werd het net steeds verder uitgebreid zodat de bus nog slechts voor de helft van het verkeer instaat.
Sinds 1992 kwamen er lagevloertrams in dienst. Ondertussen zijn alle ritten toegankelijk, ook voor minder mobiele reizigers.

## Geschiedenis

### Tot de Eerste Wereldoorlog
Door de steeds toenemende behoefte aan vervoer werd in 1881 de Mecklenburgische Straßen-Eisenbahn Aktien-Gesellschaft (MSEAG) opgericht. Op 16 augustus werd met de aanleg van een paardentram begonnen. Twee dagen na de openingsrit op 14 oktober 1881 begon de exploitatie van drie lijnen:
| 1881 | 1881                                                                                          |
| Lijn | Traject                                                                                       |
| ---- | --------------------------------------------------------------------------------------------- |
| 1    | Weißes Kreuz – Neuer Markt – Hopfenmarkt – Kröpeliner Straße – Schröderplatz – Alter Friedhof |
| 2    | Strand (Stadthafen) – Neuer Markt – Hopfenmarkt                                               |
| 3    | Schröderplatz − Augustenstraße – Neuer Markt – Hopfenmarkt                                    |

De chauffeurs stopten in die tijd op verzoek ook tussen de haltes.
In de volgende jaren werden de trajecten aangepast aan de omstandigheden waardoor onder meer ook de ritten naar het strand werden afgeschaft. Wanneer in 1886 het huidige station van Rostock gebouwd wordt, breidt men het net uit met het traject Hopfenmarkt – Neuer Markt – Alexandrinenstraße – station. In 1898 wordt Richard Siegmann voorzitter van het trambedrijf en dat blijft hij, met een korte onderbreking tussen 1919 en 1921, tot aan zijn voortijdig ontslag op 31 december 1935. Onder zijn leiding werd het tramnet zowel geëlektrificeerd als verder uitgebreid.
Op 21 mei 1904 rijdt de eerste elektrische tram door Rostock. Tegelijkertijd wordt de MSEAG hernoemd in Rostocker Straßenbahn AG (RSAG). De trajecten worden geleidelijk omgebouwd naar elektrische tractie en ondertussen verder verlengd naar de Doberaner Platz en naar de nieuwe stelplaats in de Fahnenstraße (toentertijd Satower Chaussee). Tegen 18 juni worden alle lijnen elektrisch bereden. Een aantal motorwagens uit die tijd bleven nog tot in 1961 in dienst. Tot in 1911 had elke lijn een kleuraanduiding.
| 1904            | 1904 |
| Lijn            | Traject                                                                                                  |
| --------------- | --- |
| Witte lijn (1)  | Zentralbahnhof – Steintor – Neuer Markt – Schröderplatz – Doberaner Platz – Alter Friedhof – Trotzenburg |
| Rode lijn (2)   | Zentralbahnhof – Augustenstraße – Schröderstraße – Doberaner Platz – Kasernenstraße                      |
| Groene lijn (3) | Augustenstraße – Stadttheater – Mühlendamm – Weißes Kreuz                                                |

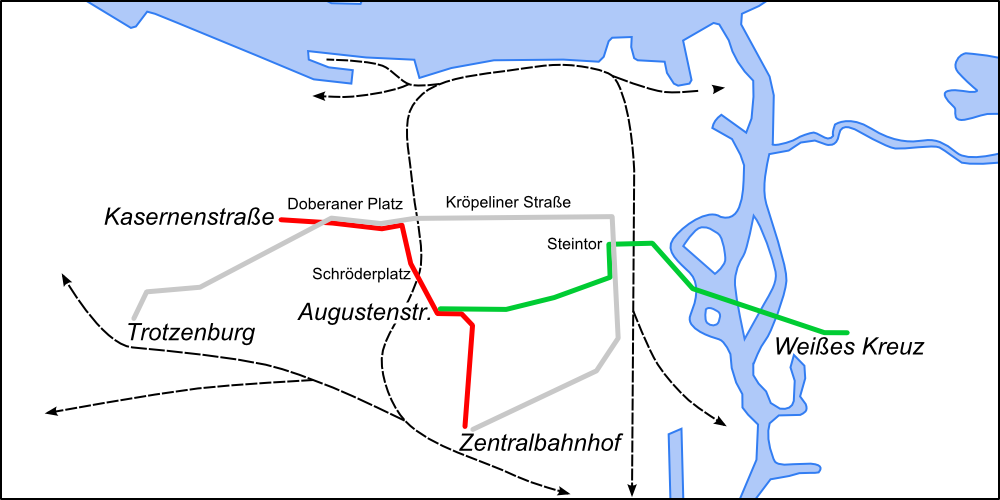
Tramnet 1904

In Warnemünde werd op 1 juli 1910 het 4,5 kilometer lange traject van de strandlijn Warnemünde - Markgrafenheide geopend. Deze zogenaamde badenlijn behoorde niet tot de RSAG maar werd uitgebaat door het stedelijk gas- en waterbedrijf van Rostock.

### Van de Eerste tot Tweede Wereldoorlog
Als gevolg van de moeilijke bevoorrading, kon aan het einde van de oorlog slechts een beperkte dienst worden aangeboden, die tussentijds zelfs gedurende meerdere weken stilviel. Kort na de oorlog kwam het verzoek om Dierkow op het net aan te sluiten maar de beperkte financiële middelen lieten dit niet toe. In de jaren met hoge inflatie was er bovendien een lagere vraag naar openbaar vervoer, zodat het net toen beperkt werd tot de hoofdlijnen.
Ten tijde van de economische heropleving begonnen ook de reizigersaantallen opnieuw te stijgen. Toen werden ook enkele wijzigingen aan het net doorgevoerd. Gezien het ter hoogte van de kruising met de spoorlijn naar Warnemünde herhaaldelijk tot ongevallen kwam, werd lijn 1 in juni 1924 naar de Parkstraße omgeleid en werd er een onderdoorgang gebouwd onder de spoorlijn. Vanaf september 1925 volgde lijn 2 in de binnenstad dezelfde reisweg als lijn 1. Het weggevallen deel van lijn 2 (Hauptbahnhof – Schröderplatz) werd overgenomen door de nieuw gecreëerde lijn 4, die tot 1928 bleef bestaan. Het traject van lijn 1 naar Barnstof werd met de aanleg van een brug over de spoorlijn Wismar - Rostock verlengd tot aan het nieuw kerkhof (Neuen Friedhof). Wanneer in de jaren 1930 de economische crisis toeslaat en de werkloosheid sterk toeneemt, wordt de frequentie op het tramnet verlaagd en worden de bijwagens niet langer ingezet.
In de volgende jaren steeg het bevolkingsaantal van Rostock snel tot boven de 100.000. Onder het nationaalsocialistisch bewind, verrezen in Warnemünde en Marienehe vliegtuigfabrieken. Rostock werd uitgebreid met Reutershagen, Dierkow alsook de Hansa- en de Komponistenwijk. Vandaar dat het net in 1936 werd uitgebouwd en lijn 2 verlengd naar Marienehe.
De strandlijn in Markgrafenheide reed vanaf 1936 gedurende heel het jaar als gevolg van een toegenomen vraag door de uitbreiding van de luchtmachtbasis.
Toen de verbindingsweg naar Stralsund in 1933 werd aangelegd, moest tramlijn 3 naar Weißen Kreuz worden opgeheven. De exploitatie van dit traject werd overgenomen door bussen. Zo bleven er voor de Tweede Wereldoorlog nog slechts twee tramlijnen over, terwijl het busnet zich steeds verder uitbreidde.
| 1933 | 1933                                                       |
| Lijn | Traject                                                    |
| ---- | ---------------------------------------------------------- |
| 1    | Hauptbahnhof - Steintor - Doberaner Platz - Neuer Friedhof |
| 2    | Hauptbahnhof - Steintor - Doberaner Platz - Werft          |

### Van de Tweede Wereldoorlog tot aan de Wende
In april 1942 was Rostock het doel van Britse luchtaanvallen waardoor het historische stadscentrum voor de helft vernield werd. Men probeerde de tramexploitatie overeind te houden maar op 30 april 1945 viel het tramverkeer voor vier maand stil. Eerder werd de RSAG aan de stad verkocht zodat het bedrijf vanaf dan Städtische Straßenbahn Rostock heette. Na de inname van Rostock op 1 mei 1945 door het Rode Leger, werd de exploitatie van de strandlijn voorgoed opgeheven.
Na de wapenstilstand werd het net snel heropgebouwd en op 13 augustus 1945 kon op twee lijnen al een beperkte exploitatie worden hervat.
| 1945 | 1945                                                     |
| Lijn | Traject                                                  |
| ---- | -------------------------------------------------------- |
| 1    | Hauptbahnhof - Steintor - Doberaner Platz - Parkstraße   |
| 2    | Hauptbahnhof - Steintor - Doberaner Platz - Reutershagen |

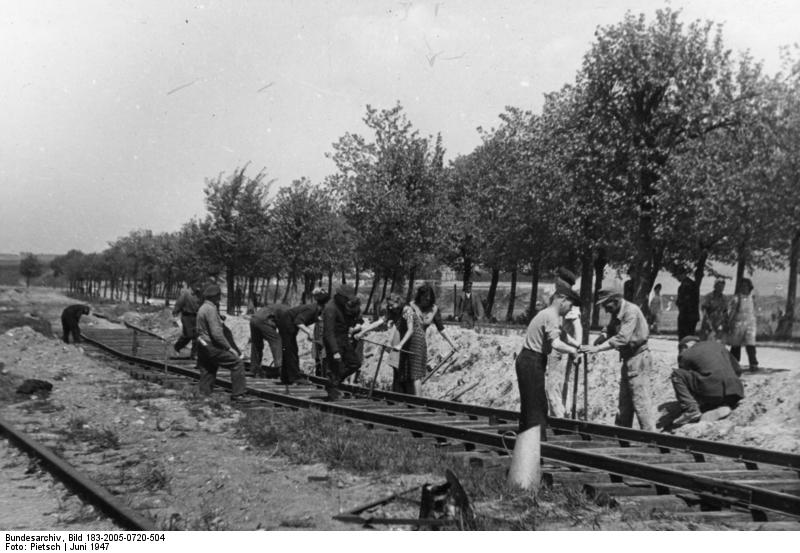
Juni 1947: spooraanleg voor de tram

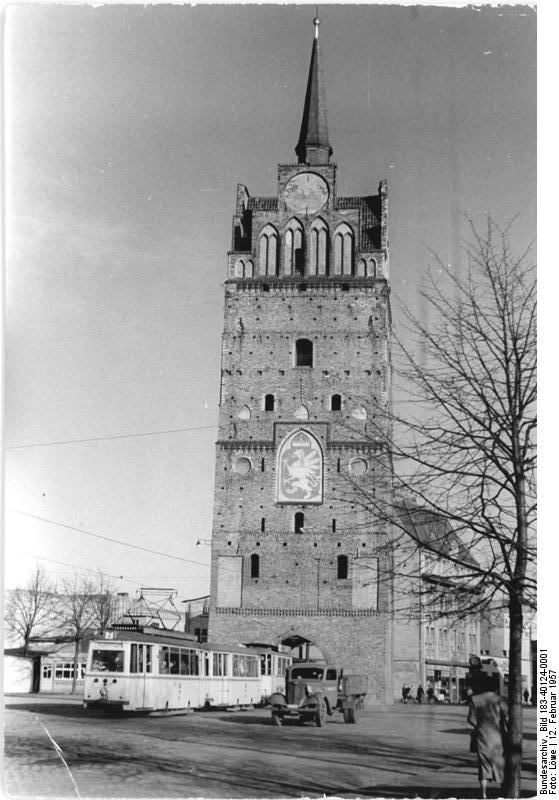
1957: de tram rijdt nog steeds door de Kröpeliner Tor

De reizigersaantallen kenden in de naoorlogse jaren opnieuw een sterke stijging. In Reutershagen en aan de Platz der Jugend werden in 1945 en 1946 keerlussen aangelegd om het verkeer vlotter te laten verlopen.
In juli 1946 begonnen de spoorwerken voor een nieuwe lijn naar Dierkow. Deze liep door de oude stad (Altstadt) over de Petribrug en via Dierkow naar Gehlsdorf. Vanaf 24 april 1950 werd ook lijn 3 naar Weißen Kreuz opnieuw door trams bediend maar vanaf 1956 werden de trams op het traject vervangen door bussen.
In 1952 werd Rostock de hoofdplaats van een Bezirk waardoor de stad een grote aantrekkingskracht kreeg voor bedrijven. Het bevolkingsaantal van Rostock en omgeving steeg aanzienlijk. De nood aan openbaar vervoer werd dermate groot dat naast lijn 1 en 2 ook de lijnen 11 en 12 werden gecreëerd zodat de frequentie op de oorspronkelijke trajecten verhoogd werd tot één tram om de vijf minuten en de lijnen konden verlengd worden naar verder gelegen wijken.
| 1959 | 1959                                                                 |
| Lijn | Traject                                                              |
| ---- | -------------------------------------------------------------------- |
| 1    | Hauptbahnhof - Steintor - Doberaner Platz - Tiergartenallee          |
| 11   | Hauptbahnhof - Steintor - Doberaner Platz - Neuer Friedhof           |
| 2    | Hauptbahnhof - Steintor - Doberaner Platz - Reutershagen             |
| 12   | Hauptbahnhof - Steintor - Doberaner Platz - Reutershagen - Marienehe |
| 4    | Steintor - Gehlsdorf                                                 |

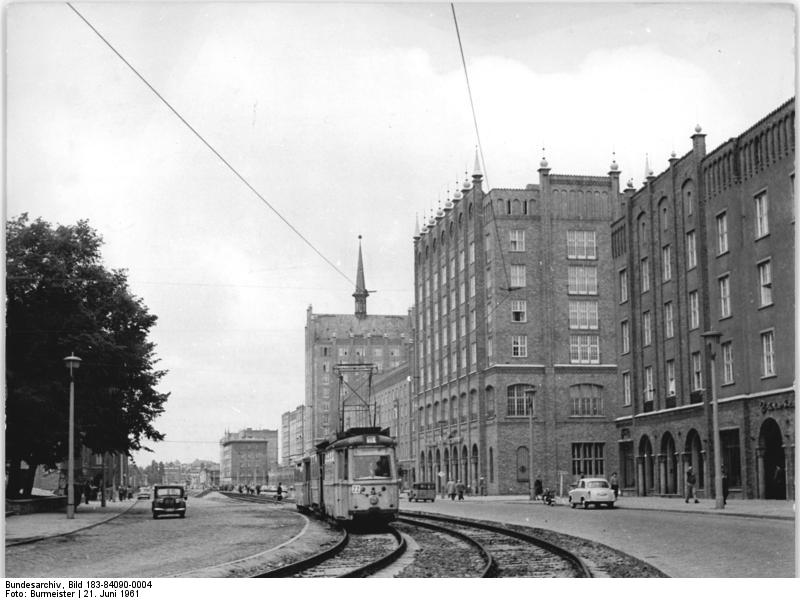
Sinds 1961 rijdt de tram door de Lange Straße

Sinds 20 mei 1961 reden de trams niet langer door de smalle Kröpeliner Straße maar op een eigen bedding in het midden van de Lange Straße, die in de jaren 1950 op een grootschalige wijze nieuw werd aangelegd.
In 1971 werd het traject Reutershagen - Marienehe op dubbelspoor gebracht als gevolg van de verhoogde vraag naar vervoer vanuit de daar gevestigde industriegebieden. Bovendien waren in het Noordwesten van Rostock ook nieuwe woongebieden gepland. Als gevolg hiervan verviel lijn 2 naar Reutershagen en alle trams op deze as reden als lijn 12 naar Marienehe. Lijn 1 verdween al in het midden van de jaren 1960. Op dit traject reden alle trams vanaf dan naar Neuen Friedhof. In 1974 werd het traject naar Gehlsdorf en meteen ook tramlijn 4 opgeheven en verbust. Het tramnet van Rostock telde van toen tot 1987 nog slechts de twee lijnen 11 en 12.
| 1974 | 1974                                                                 |
| Lijn | Traject                                                              |
| ---- | -------------------------------------------------------------------- |
| 11   | Hauptbahnhof – Steintor – Doberaner Platz – Neuer Friedhof           |
| 12   | Hauptbahnhof – Steintor – Doberaner Platz – Reutershagen – Marienehe |

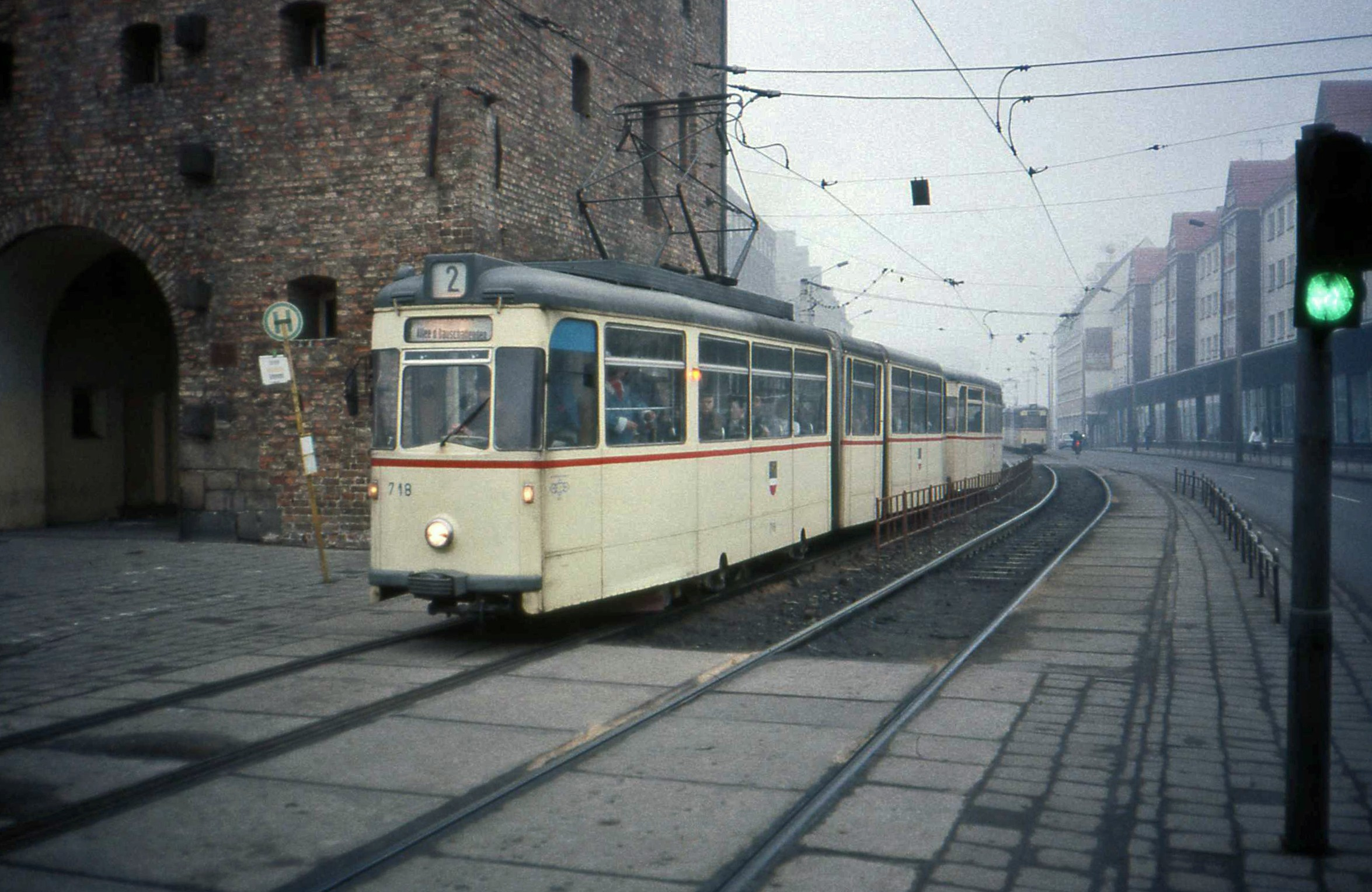
De tram van Rostock kort voor de Duitse hereniging. Een Gothatram G4-65 rijdt in januari 1990 voor de Steintor.

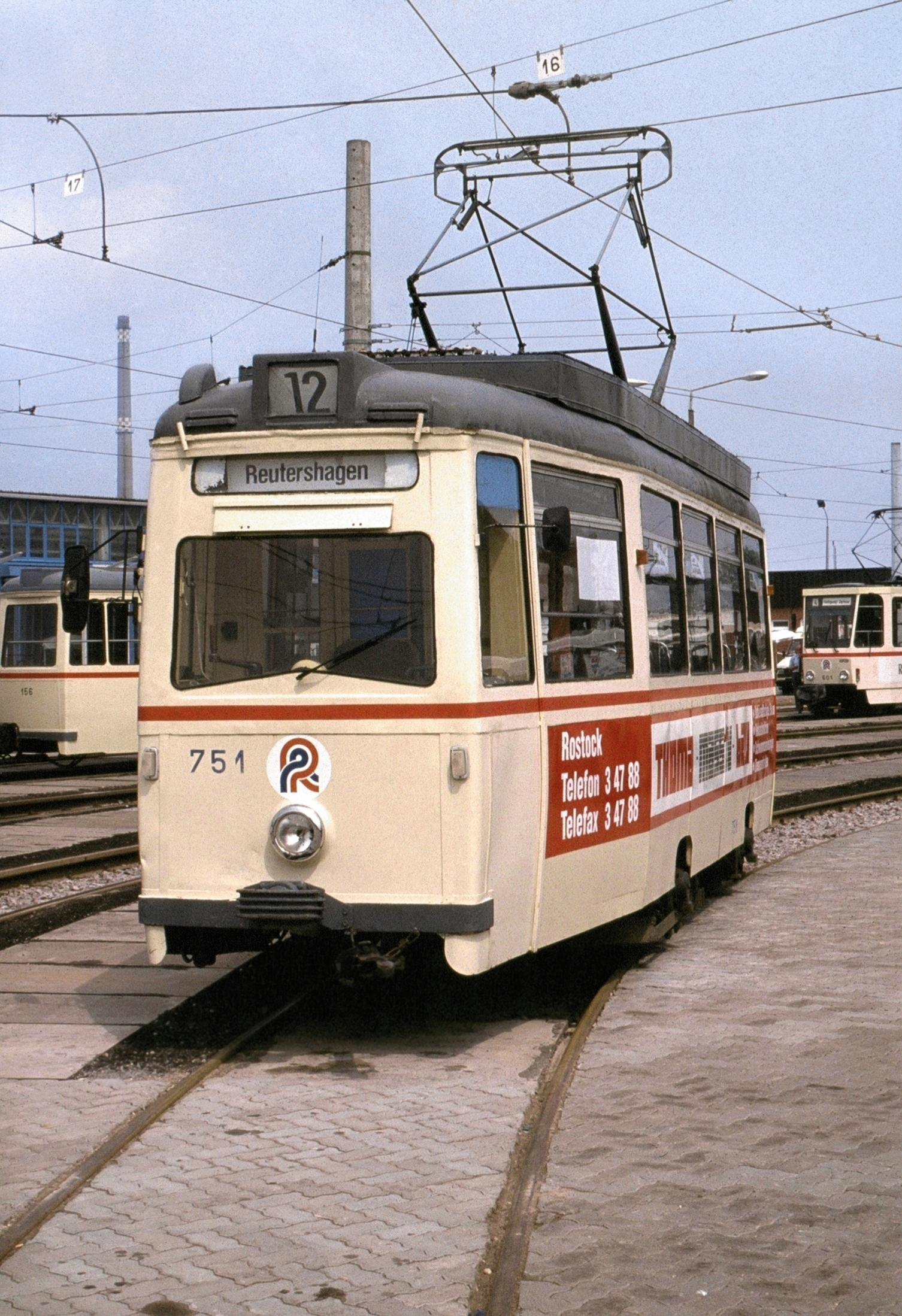
LOWA-museumtram

In 1983 ontstond in de omgeving van de overstaphalte Doberaner Platz de Kehre am Brink, een verbinding tussen de tramassen in de richting van Marienehe en Neuer Friedhof. Deze verbinding werd gebruikt voor ritten van en naar de stelplaats alsook bij werken en verkeersonderbrekingen en -storingen. De keerlus aan de Schröderplatz kon daardoor uit dienst gaan en werd in 1984 ontmanteld.
In het Noordoosten van de stad verschenen er in de jaren 1980 nieuwe grotere woongebieden. Teneinde deze te verbinden met het stadscentrum werd een nieuw traject aangelegd van Steintor naar Dierkow en Toitenwinkel. Anders dan de oude lijn 4 die met enkelspoor door de oude stad voer, liep het nieuwe traject aan de Oostelijke rand rond de Altstadt. Aan het punt Dierkower Kreuz vertakte het traject zich in drie, tussen 1987 en 1990 aangelegde lijnen naar de Allee der Bauschaffenden (later Kurt-Schumacher-Ring), Haltepunkt Dierkow en Toitenwinkel.
In de jaren 1960 ontving Rostock, voornamelijk gelede, Gothatrams maar sinds 1989 werd de stad ook bediend door Tatratrams die ondertussen ook gemoderniseerd werden. Tot dan waren er ook nog enkele LOWA- en Rekotrams in dienst. De Gothatrams werden nog tot in 1996 in de reizigersdienst ingezet.

### Sinds 'Die Wende'

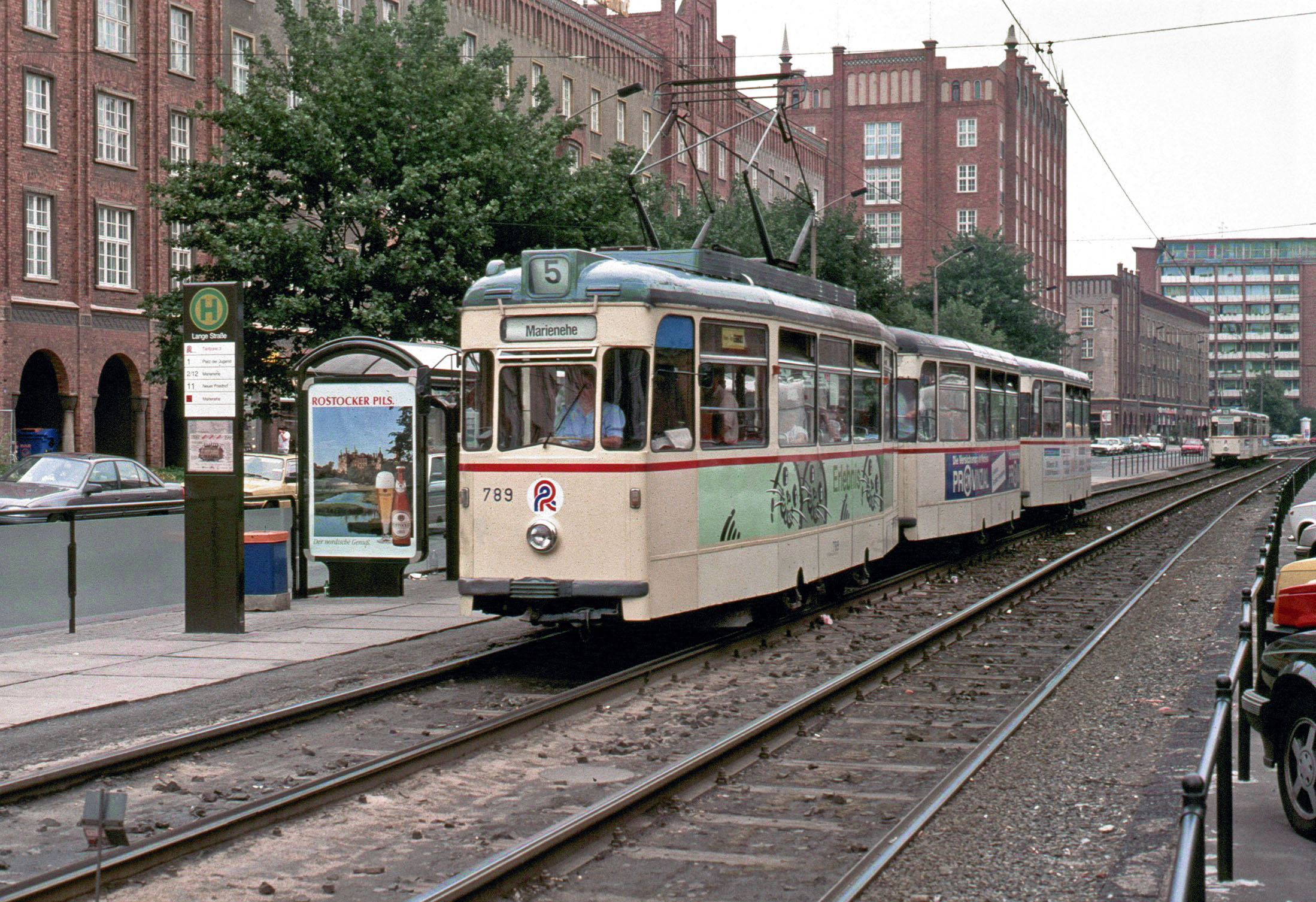
Driewagen Gothatram in 1992

Na de aanleg van het traject in het Noordoosten en de versterking van het verkeer in het Noordwesten naar het overstappunt Marienehe, ontstond met lijn 5 voor de eerste keer een tramlijn die uitsluitend 's avonds werd uitgebaat. Lijn 5 voer van Marienehe naar Toitenwinkel.
| 1992 | 1992                                                                                               | 1992                    |
| Lijn | Traject                                                                                            | Opmerking               |
| ---- | -------------------------------------------------------------------------------------------------- | ----------------------- |
| 1    | Platz der Jugend – Doberaner Platz – Steintor – Dierkower Kreuz – Toitenwinkel, Hafenallee         | dagelijks overdag       |
| 2    | Marienehe – Reutershagen – Doberaner Platz – Steintor – Dierkower Kreuz – Kurt-Schumacher-Ring     |                         |
| 4    | Hauptbahnhof – Steintor – Dierkower Kreuz – HP Dierkow                                             |                         |
| 5    | Marienehe – Reutershagen – Doberaner Platz – Steintor – Dierkower Kreuz – Toitenwinkel, Hafenallee | dagelijks als avondlijn |
| 11   | Neuer Friedhof – Doberaner Platz – Steintor – Hauptbahnhof                                         |                         |
| 12   | Marienehe – Reutershagen – Doberaner Platz – Steintor – Hauptbahnhof                               |                         |

Lijnennet 1992

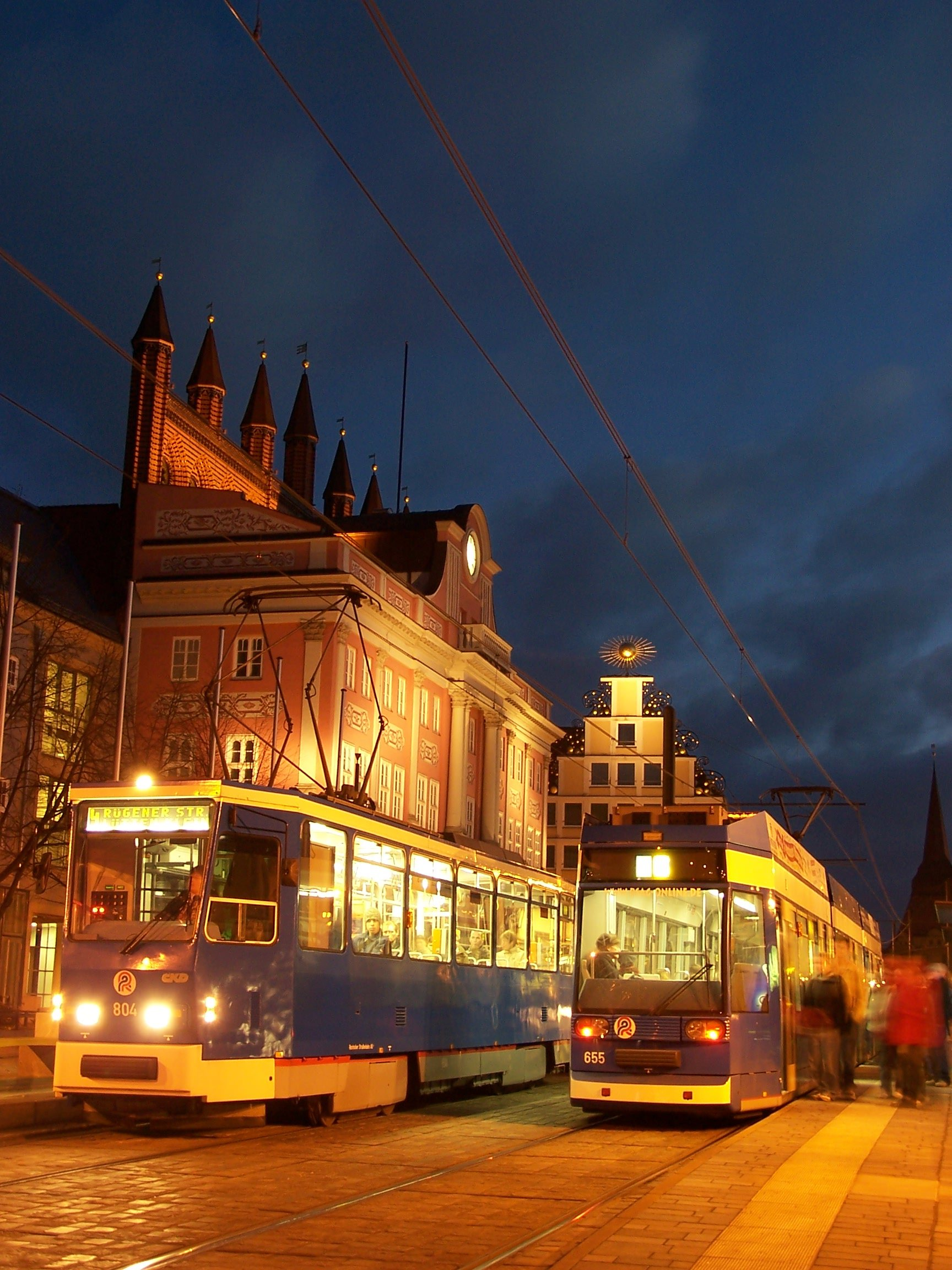
Tatramotorwagen en een lagevloertram type 6NGT van de Rostocker Straßenbahn voor het stadhuis

Op 14 juni 1993 werd een specifieke nachttramlijn ingevoerd. Lijn 3 vertrok aan Marienehe richting stadscentrum en het station om vervolgens zijn weg verder te zetten naar Haltepunkt Dierkow en van daar naar Toitenwinkel. Als gevolg van besparingen werden lijn 11 vanaf 24 oktober 1994 na 20.00 uur ingekort tot Platz der Jugend en vanaf 2 januari 1995 werd het dagnet 's avonds vervangen door de lijnen 81 (Platz der Jugend - Hauptbahnhof - Haltepunkt Dierkow) en 82 (Marienehe - Hauptbahnhof - Toitenwinkel). Nachtlijn 3 werd vernummerd tot lijn 92. De invoering van twee 'vleermuis-nachtbuslijnen' maakte een einde aan lijn 92.
Het voertuigenpark bestaat sinds 1992 uit 40 moderne Duewag-lagevloertrams van het type 6NGTWDE. Teneinde het trampark integraal toegankelijk te maken, werd aan elke Tatratram sinds 2002 een bijwagen met lage vloer gekoppeld. De Tatrabijwagens werden daarop uit dienst genomen.
De bevolking besliste in 1993 om het tramnet in Noordwestelijke richting uit te breiden; de eerste stap werd in 2000 gezet met de aansluiting van Evershagen op het tramnet. In 2001 volgde de uitbouw naar Lütten Klein (Rügener Straße), vooraleer op 28 november 2003 het laatste traject tot de Mecklenburger Allee in Lichtenhagen in te wijden.
Het tramnet werd ook Zuidwaarts uitgebouwd. Ter gelegenheid van de Internationale tuinbouwtentoonstelling IGA die in 2003 in Rostock doorging, werd de tram doorgetrokken onder het gemoderniseerde station en verlengd tot Mensa, respectievelijk Südblick. Dit traject werd geopend op 12 april 2003.
| November 2003 | November 2003 | November 2003                                                           |
| Lijn          | Traject | Opmerking                                                               |
| ------------- | --- | ----------------------------------------------------------------------- |
| 1             | Lichtenhagen, Mecklenburger Allee – Lütten Klein – Evershagen – Marienehe – Reutershagen – Doberaner Platz – Steintor – Dierkower Kreuz – Toitenwinkel, Hafenallee |                                                                         |
| 2             | Mensa – Hauptbahnhof – Steintor – Dierkower Kreuz – Kurt-Schumacher-Ring                                                                                           | dagelijks overdag                                                       |
| 3             | Neuer Friedhof – Doberaner Platz – Steintor – Dierkower Kreuz – HP Dierkow                                                                                         | op werkdagen als avondlijn; tijdens de weekends gedurende geheel de dag |
| 4             | Lütten Klein, Rügener Straße – Evershagen – Marienehe – Reutershagen – Doberaner Platz – Steintor – Dierkower Kreuz – HP Dierkow                                   | op werkdagen overdag                                                    |
| 5             | (Lichtenhagen, Mecklenburger Allee –) Lütten Klein, Rügener Straße – Evershagen – Marienehe – Reutershagen – Doberaner Platz – Steintor – Hauptbahnhof – Südblick  | enkel 's avonds en tijdens de weekends naar Lichtenhagen                |
| 6             | Neuer Friedhof – Doberaner Platz – Steintor – Hauptbahnhof – Südblick                                                                                              | op werkdagen overdag                                                    |

Lijnennet 2003

In 2005 begonnen de werken voor de aanleg van de verbinding van Doberaner Platz via Schröderplatz naar het station van Rostock. Deze werken werden op 14 oktober 2006 voltooid. Dit traject was al langer gepland zodat bij de aanleg van de Straße Vögenteich de groenstroken voldoende breed voorzien werden op de latere aanleg van een dubbelsporige tramlijn. Bovendien werd in de Höhe Augustenstraße een voetgangersonderdoorgang aangelegd naar de voorziene tramhalte zodat de reizigers veilig de drukbereden weg konden kruisen. Bij de latere aanleg van dit deeltraject werd de onderdoorgang terug afgebroken en de halte werd een beetje meer naar het Zuiden aangelegd ter hoogte van de Goetheplatz. In de plaats kwam een gelijkgrondse, met verkeerslichten uitgeruste oversteekplaats.
Sindsdien is het net vrijwel onveranderd gebleven. Er werden slechts kleinere aanpassingen en optimalisaties uitgevoerd aan de lijnvoering. Door de heraanleg van de wegenis in de omgeving van de Kröpeliner Tor moest ook het tramtracé aangepast worden; deze loopt nu niet langer als een langgerekte boog langsheen Hotel maar buigt nu af voor de Patriotischen Weg. Het oude verloop van de weg en het tramtraject is echter nog steeds te herkennen in de kromming van het hotelgebouw. De halte Kröpeliner Tor werd naar het Noordoosten verplaatst tot aan het begin van de Langen Straße.
In 2002 begonnen de werken om de spanning op de bovenleiding te verhogen van 600 naar 750 volt. Daarvoor werden de bovenleidingen aangepast en nieuwe onderstations gebouwd. De omschakeling zou in 2016 moeten voltooid zijn.
| 2009 - 2015 | 2009 - 2015 | 2009 - 2015 |
| Lijn        | Traject | Opmerking |
| ----------- | --- | --- |
| 1           | (Lichtenhagen, Mecklenburger Allee –) Lütten Klein, Rügener Straße – Evershagen – Marienehe – Reutershagen – Doberaner Platz – Steintor – Dierkower Kreuz – Hafenallee                            | 's avonds en tijdens de weekends tot Lichtenhagen |
| 2           | Südblick – Goetheplatz – Lange Straße – Steintor – Dierkower Kreuz – Kurt-Schumacher-Ring | dagelijks overdag |
| 3           | Neuer Friedhof – Doberaner Platz – Goetheplatz – Hauptbahnhof – Steintor – Dierkower Kreuz – HP Dierkow                                                                                           | 's avonds op werkdagen; tijdens de weekends geheel de dag |
| 4           | Lichtenhagen, Mecklenburger Allee – Lütten Klein, Rügener Straße – Evershagen – Marienehe – Reutershagen – Doberaner Platz – Goetheplatz – Hauptbahnhof – Steintor – Dierkower Kreuz – HP Dierkow | op werkdagen overdag |
| 5           | Lichtenhagen, Mecklenburger Allee – Lütten Klein, Rügener Straße – Evershagen – Marienehe – Reutershagen – Doberaner Platz – Lange Straße – Steintor – Hauptbahnhof – Südblick                    | |
| 6           | Neuer Friedhof – Doberaner Platz – Lange Straße – Steintor – Hauptbahnhof – Mensa | dagelijks overdag |
| 9           | Lichtenhagen, Mecklenburger Allee – Lütten Klein, Rügener Straße – Evershagen – Marienehe – Reutershagen – Doberaner Platz – Lange Straße – Steintor – Hauptbahnhof – Mensa                       | evenementenlijn naar grote evenementen (bijvoorbeeld Kerstmarkt, Hanse Sail), van maandag tot vrijdag vanaf 13.00 uur, op zater- en zondag geheel de dag ter vervanging van lijnen 4 en 6 |

## Huidig lijnennet

Lijnennet 2009

Bij de invoering van de nieuwe dienstregeling 2016 werd in Rostock het nieuwe verkeersconcept MOBIL 2016 ingevoerd teneinde het vervoeraanbod beter te laten aansluiten op de gewijzigde vraag. Als gevolg hiervan werd het net voor de eerste keer sinds 2003 grondig aangepast. Op werkdagen wordt op de meeste trajecten minstens een tienminutenfrequentie aangeboden. Lijn 4 rijdt nu niet langer meer naar Lichtenhagen, maar via de Lange Straße en Goetheplatz naar Mensa. Lijn 2 rijdt via het station naar Reutershagen in plaats van naar Südblick. Daarenboven rijdt lijn 3 nu op werkdagen ook overdag.
- Lijnen of deeltrajecten met een tienminutenfrequentie zijn aangeduid in vet.
- Lijnen of deeltrajecten met een twintigminutenfrequentie zijn gewoon aangeduid
- Lijnen of deeltrajecten met een halfuurfrequentie zijn cursief aangeduid.

(geldig op maandag tot vrijdag, circa 06.30 uur tot 18.00 uur)
| 2016 | 2016 | 2016       | 2016 |
| Lijn | Traject | Voertuigen | Opmerking |
| ---- | --- | ---------- | --- |
| 1    | Toitenwinkel, Hafenallee – Dierkower Kreuz – Steintor – Lange Str. – Doberaner Platz – Holbeinplatz (S) – Reutershagen – Marienehe (S) – Evershagen – Lütten Klein Zentrum – Lütten Klein, Rügener Straße – Lichtenhagen, Mecklenburger Allee | 6N1, 6N2   | zater- en zondag gedurende geheel de dag tot/van Lichtenhagen                                                                  |
| 2    | Kurt-Schumacher-Ring – Dierkower Kreuz – Steintor – Hauptbahnhof (S) – Goetheplatz – Doberaner Platz – Holbeinplatz (S) – Reutershagen | 6N1, (6N2) | enkel geëxploiteerd van maandag tot zaterdag tot 20 uur                                                                        |
| 3    | Dierkower Allee – Dierkower Kreuz – Steintor – Hauptbahnhof (S) – Goetheplatz – Doberaner Platz – Parkstraße (S) – Platz der Jugend (– Neuer Friedhof)                                                                                        | 6N1        | maandag tot vrijdag van 5 tot 9 en van 12 tot 18 uur alsook op zater- en zondag gedurende geheel de dag tot/van Neuer Friedhof |
| 4    | Dierkower Allee – Dierkower Kreuz – Steintor – Lange Str. – Schröderplatz – Goetheplatz – Südstadt-Center – Campus Südstadt | 6N1, (6N2) | geëxploiteerd van maandag tot zaterdag tot 20 uur                                                                              |
| 5    | Südblick – Südstadt-Center – Hauptbahnhof (S) – Steintor – Lange Str. – Doberaner Platz – Holbeinplatz (S) – Reutershagen – Marienehe (S) – Evershagen – Lütten Klein Zentrum – Lichtenhagen, Mecklenburger Allee                             | 6N1, 6N2   | |
| 6    | Campus Südstadt – Südstadt-Center – Hauptbahnhof (S) – Steintor – Lange Str. – Doberaner Platz – Parkstraße (S) – Neuer Friedhof | 6N1        | |
| 9    | Campus Südstadt – Südstadt-Center – Hauptbahnhof (S) – Steintor – Lange Str. – Doberaner Platz – Holbeinplatz (S) – Reutershagen – Marienehe (S) – Evershagen – Lütten Klein Zentrum – Lichtenhagen, Mecklenburger Allee                      | 6N1, 6N2   | evenementenlijn naar grote evenementen (bijvoorbeeld Kerstmarkt, Hanse Sail)                                                   |

## Toekomstplannen
Op 30 november 2015 raakte bekend dat het tramnet van Rostock verder zou uitgebouwd worden om het autoverkeer terug te dringen. Bedoeling is dat de tram de circa 50 000 forenzen al ver voor de poorten van de stad Rostock oppikt en rechtstreeks naar het centrum van de stad vervoert.
Holger Matthäus, schepen van Rostock verantwoordelijk voor milieu en werken maakte hiervoor volgende voorstellen voor netuitbreidingen bekend:
- naar Hansecenter in Bentwisch
- naar Ostseepark in Sievershagen
- naar Globus in Roggentin

Parallel merkte het vervoerbedrijf Rostocker Strassenbahn AG op dat een nieuwe tramlijn langsheen de stadshaven van Rostock momenteel hoger op het wensenlijstje staat. Blijkens vroegere plannen, zou dit project circa 10 miljoen euro kosten. In de nasleep van de ontwikkeling van de stadshaven wordt ook de aanleg van nieuwe tramsporen tussen Werftdreieck en Kanonsberg steeds waarschijnlijker.

## Voertuigen
De tram van Rostock startte in 1881 als paardentram. In 1903 startte de Elektrizitäts-AG Frankfurt am Main met de elektrificatie van het net en op 21 mei 1904 reed de eerste elektrische tram door de stad. Tegen 18 juni waren alle lijnen klaar voor elektrische exploitatie. De (gemoderniseerde) motorwagens van de eerste generatie werden gedeeltelijk tot in 1961 ingezet.

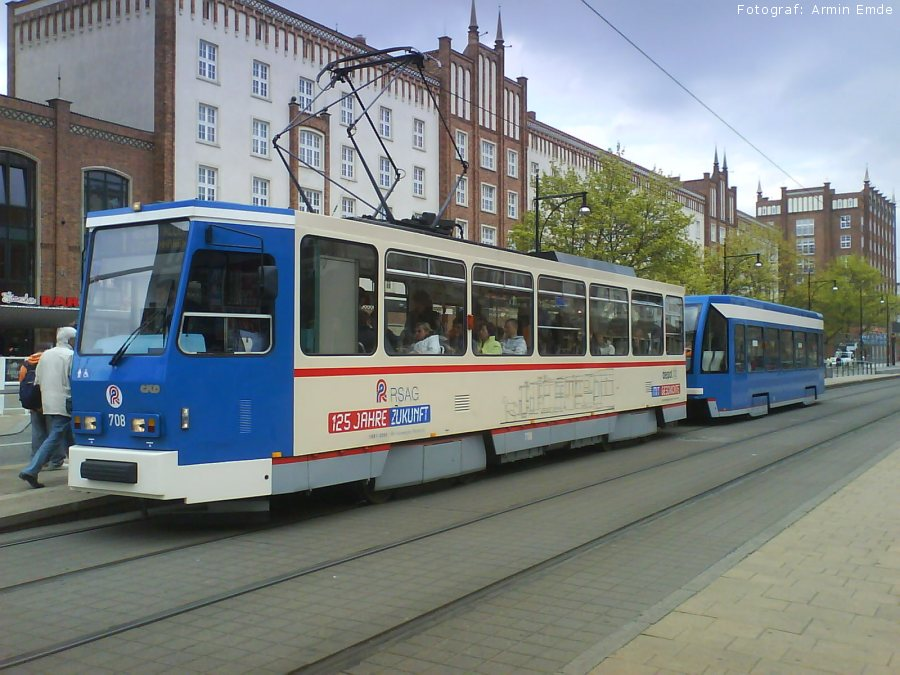
Gekoppeld stel bestaande uit een T6A2m en 4NBWE aan de halte Lange Straße

Ten tijde van de DDR ontving het tramnet van Rostock Gothatrams, waaronder vierassige eenrichtingswagens met een daaraan gekoppelde bijwagen. De Gothatrams werden tot in 1996 ingezet. Pas in 1989 ontving Rostock ook Tatratrams; deze (gemoderniseerde) trams worden op werkdagen nog steeds ingezet, bij voorkeur op lijn 1.
Sinds 1992 kwamen ook lagevloertrams in dienst. Gezien alle voertuigen eenrichtingstrams zijn, zijn alle eindhaltes uitgerust met keerlussen.

### Tatra T6A2m
Van deze eenrichtingstrams met hoge vloer waren er in het voorjaar 2013 nog 17 stuks in reguliere dienst. Rostock ontving in de jaren 1989 en 1990 24 vierassige niet-gelede motorwagens en zes bijhorende bijwagens van de Tsjecho-Slowaakse trambouwer ČKD Tatra. Zij droegen de voertuignummers 601 tot 624, waren 14,5 meter lang en behaalden een maximale snelheid van 55 kilometer/uur. In de jaren 1995 tot 2001 werden de motorwagens gemoderniseerd tot het type T6A2m en hernummerd in de reeksen 701–712 en 801-812. De voertuigen kregen bij de verbouwing naar buiten draaiende draaideuren, nieuwe bestemmingsaanduiders en schijnwerpers alsook een gemoderniseerd interieur met nieuw verwarmingssysteem. Vanaf 1996 werden de B6A2D-bijwagens uitgerangeerd en vanaf 2005 deels verkocht aan het trambedrijf van Szeged. Sinds 25 april 2015 is het type verdwenen uit de reguliere dienst.

### 4NBWE
In 2001/2002 werden 22 lagevloer-bijwagens aangeschaft bij Bombardier. Vijf daarvan verhuisden in 2013 naar het trambedrijf van Leipzig dat al trams van dat type in dienst had. Eén andere verhuisde in november 2013 als test naar het tramnet van Kassel; de veertien overblijvende voertuigen volgden dezelfde weg. Sinds 25 april 2015 zijn deze niet meer in dienst.

### 6NGTWDE "6N1"
Deze door Düwag gebouwde gelede lagevloertrams rijden sinds juli 1994 op het tramnet van Rostock. De Rostocker Strassenbahn bezit 40 van dergelijke voertuigen, genummerd van 651 tot 690. Het zijn zesassige eenrichtingsvoertuigen met een lagevloeraandeel van 90%. Enkel een opstap aan de voorste en achterste deur vergt één trede; de vier zitplaatsen achteraan het voertuig ter hoogte van de hulpstuurpost, vergen nog een tweede trede.

### Tramlink "6N2"

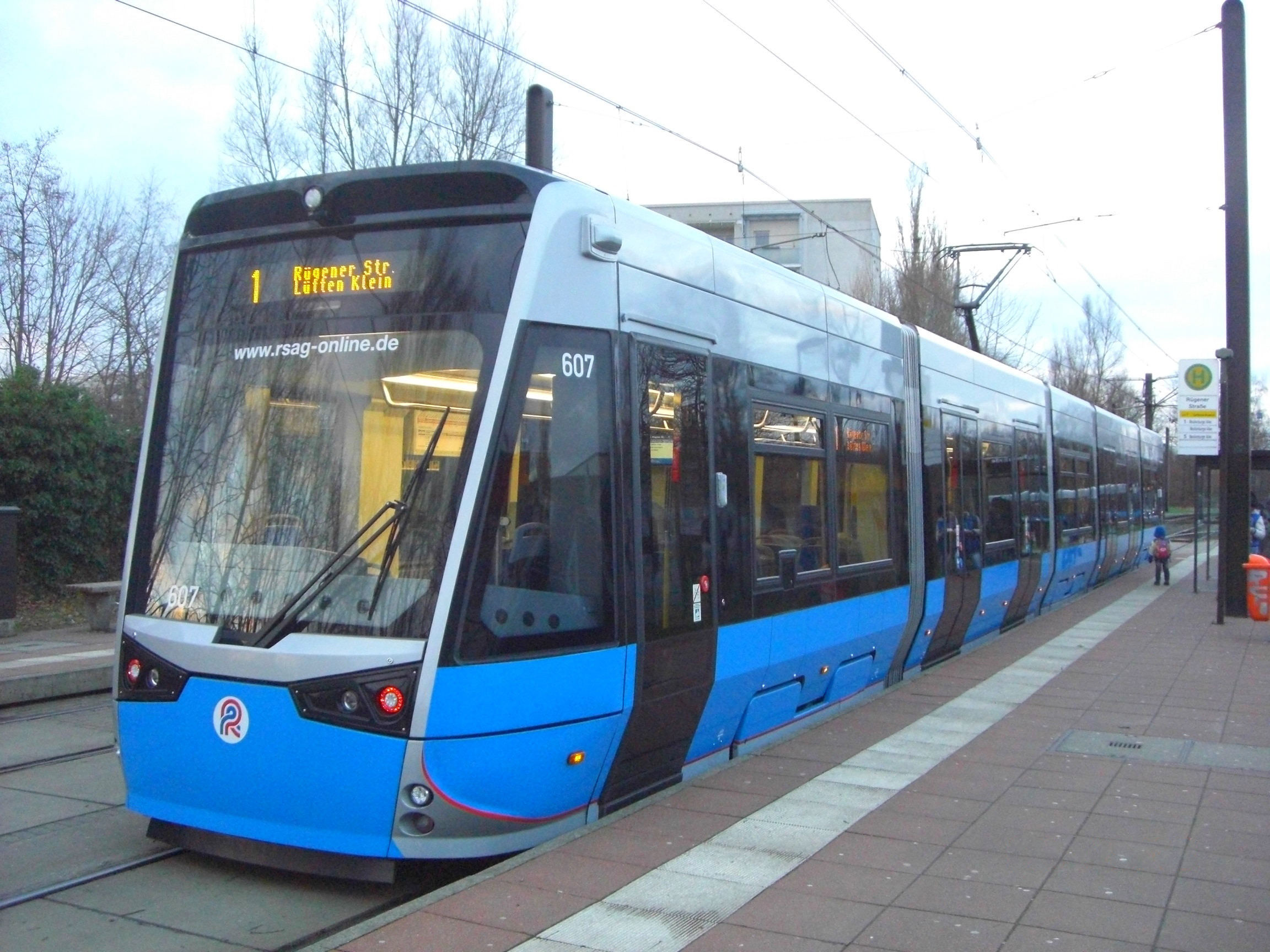
RSAG Tramlink 6N2 aan de eindhalte Rügener Straße in het stadsdeel Lütten-Klein

Dertien nieuwe trams van het door Vossloh Kiepe gebouwde type Tramlink 6N2 vervingen tot december 2014 geleidelijk aan de Tatratrams. Deze nieuwe vijfdelige trams zijn 32 meter lang en hebben over de volledige lengte een lagevloer. Zij bieden plaats aan 71 zittende en 139 staande reizigers. De binnenruimte is verdeeld in twee multifunctionele zones en drie zitzones. De trams met de nummers 601 en 602 werden op 30 juli 2014 voor het eerst in het reizigersverkeer ingezet op lijn 1. Tot december 2014 werden de resterende trams geleverd en geleidelijk aan ingezet op het volledige net.
Deze trams hebben twee bijzonderheden:
- de 32 meter lange en 2,65 meter brede voertuigen zijn ter hoogte van de opstaptreden en daaronder slechts 2,30 meter breed. Daardoor kon de bestaande infrastructuur (bijvoorbeeld boordstenen) zonder bijkomende werken worden gebruikt;
- in het dak zijn condensatoren met groot vermogen of zogenaamde supercondensatoren geïntegreerd. Deze slaan de bij het remmen vrijgekomen energie op die heraangewend wordt bij het versnellen en voor de verwarming en klimatisering. Daardoor hoopt men op een wezenlijk lager energieverbuik.